# Tước hiệu của Đức Maria
Đức Maria được biết đến bởi nhiều danh hiệu (Đức Bà, Đức Mẹ, Trinh Nữ Rất Thánh), các tính ngữ (Sao Biển, Nữ Vương Thiên Đàng), cầu khẩn (Theotokos, Panagia) và các tên khác (Đức Mẹ Guadalupe, Đức Mẹ Lộ Đức)...
Tất cả những danh hiệu này cùng chỉ một cá nhân là Maria, mẹ của Chúa Giêsu Kitô (trong Tân Ước), và được sử dụng cách đa dạng bởi người Công giáo Rôma, Chính Thống giáo Đông phương, Chính Thống giáo Cổ Đông phương, và một số tín hữu Anh giáo.
Nhiều danh hiệu dành cho Maria mang tính tín lý hoặc giáo lý. Một số danh hiệu khác chỉ mang tính thơ ca hoặc ngụ ngôn, có ít hoặc không có giá trị chính tắc nhưng chúng tạo thành một phần của lòng sùng kính bình dân, được các giáo sĩ chấp nhận ở các mức độ khác nhau. Thêm vào đó là các danh hiệu để thể hiện Maria theo dòng lịch sử nghệ thuật.
Có thể truy xuất các danh hiệu về Maria trong Kinh Cầu Đức Bà.

## Những tước hiệu đầu tiên
| Tiếng Việt                              | Latin                           | Hy Lạp                         | Ghi chú |
| --------------------------------------- | ------------------------------- | ------------------------------ | --- |
| Maria                                   | Maria                           | Mariam (Μαριάμ), Maria (Μαρία) | Tiếng Anh: Mary, tiếng Ả Rập: Maryām (مريم), tiếng Trung Quốc: (瑪利亞), Copt: Mariam, tiếng Pháp: Marie, tiếng Đức: Maria, Tiếng Ý: Maria, Do Thái-Aramaic: Maryām (מרים), tiếng Malta: Marija, Bồ Đào Nha: Maria, Nga: Marija (Мария), Tây Ban Nha: María, Syriac: Mariam, |
| "Đầy ơn phúc", "Ân sủng", "Đầy ân sủng" | Gratia plena, Beata, Beatissima | kecharitomene (κεχαριτωμένη)   | Lời chào của sứ thần với Maria (Luca 1:28); |
| "Trinh nữ", "Đức trinh nữ"              | Virgo                           | Parthenos (Παρθένος)           | Tiếng Hy Lạp parthenos được dùng trong (Matthew 1:23); Ignatiô thành Antiokhia đề cập đến sự trinh bạch và thiên chức làm mẹ của Maria (khoảng 110); |
| "Nguyên nhân của sự cứu rỗi"            | causa salutis                   |                                | Theo Irênê thành Lyons (150–202); |
| "Trạng sư của Eva"                      | advocata Evæ                    |                                | |
| "Mẹ Thiên Chúa"                         | Mater Dei                       | Meter Theou (Μήτηρ Θεοῦ)       | thường viết tắt trong tranh ảnh Hy Lạp là ΜΡ ΘΥ |
| "Người cưu mang Thiên Chúa"             | Deipara, Dei genetrix           | Theotokos (Θεοτόκος)           | "Người cưu mang con một của Thiên Chúa"; là một danh hiệu phổ biến trong Chính thống giáo được xác nhận lần đầu tiên trong Công đồng Êphêsô (431) nhằm chống lại lạc giáo Nestorianism.                                                                                      |
| "Đồng Trinh"                            | semper virgo                    | aie-parthenos (ἀειπάρθενος)    | |
| "Thánh Maria"                           | Sancta Maria                    | Hagia Maria (Ἁγία Μαρία)       | Lời cầu khẩn bằng tiếng Hy Lạp không còn phổ biến trong Kitô giáo Đông phương hiện nay |
| "Rất thánh", "Trên hết các thánh"       | Sanctissima, tota Sancta        | Panagia (Παναγία)              | |
| "Cực tinh cực sạch"                     | Purissima                       |                                | |
| "Vô Nhiễm Nguyên Tội"                   | immaculata                      | akeratos (ἀκήρατος)            | |
| "Đức Bà", "Đức Mẹ"                      | Domina                          | Despoina (Δέσποινα)            | liên quan, "Madonna" (tiếng Ý Madonna, ma "của tôi" + donna "đức bà"; từ tiếng Latinh domina); cũng "Notre Dame" (tiếng Pháp) hay "Our Lady" (tiếng Anh), dịch nghĩa: "đức bà chúng ta"                                                                                      |
| "Nữ Vương Thiên Đàng"                   | Regina Coeli, Regina Caeli      |                                | Maria trong hình tượng người phụ nữ của Sách Khải Huyền (12:1); |
| "Sao Biển"                              | stella maris                    |                                | do thánh Giêrônimô; |
| "Ngai tòa khôn ngoan"                   | Sedes sapientiae                |                                | |
| "Làm cho chúng con vui mừng"            | Causa nostrae laetitiae         |                                | |
| "Phù Hộ Các Giáo Hữu"                   | Auxilium christianorum          |                                | |

## Trong các tác phẩm nghệ thuật
| Kiểu hình ảnh                                                                 | Phong cách nghệ thuật         | Mô tả |
| ----------------------------------------------------------------------------- | ----------------------------- | --- |
| Hodegetria "Người Chỉ Bảo"                                                    | Byzantine                     | Maria giữ Chúa Kitô trong bàn tay trái và tay phải của bà giơ lên chỉ vào Giêsu là dấu chỉ "đây là nguồn ơn cứu độ của nhân loại". |
| Ngai Tòa Khôn Ngoan "Tòa Đấng Khôn Ngoan"                                     | Romanesque                    | Chúa Kitô đang ngồi trong lòng mẹ là Đức Maria, tượng trưng cho "Ngai tòa của sự Khôn Ngoan"; |
| "Gothic Madonna"                                                              | Gothic                        | Dựa trên hình tương Byzantine Hodegetria, thường mô tả Đức Maria đứng, mỉm cười bên trẻ Kitô; đây được coi là một trong những miêu tả sớm nhất về Đức Maria ở phương Tây                                                                                                   |
| Madonna Lactans "Đức Mẹ Nuôi Dưỡng"                                           | Phục Hưng, và nghệ thuật khác | Đức Trinh Nữ được mô tả trong cảnh cho đứa con sơ sinh bú. Đây là một trong những mô tả đầu tiên (nếu không phải là mô tả sớm nhất) về Đức Maria được vẽ trong Hầm mộ Priscilla vào khoảng AD 250;                                                                         |
| Mater Misericordiae "Mẹ của lòng thương xót"                                  | Gothic, Phục Hưng, Baroque    | Đức Maria trong hình tượng một vương giả, các tín hữu bao quanh dưới sự che chở, bảo vệ của Mẹ, lần đầu tiên xuất hiện vào cuối thế kỷ 13 ở Trung Âu và Italy, mô tả này thường đi kèm với các di tích bệnh dịch hạch.                                                     |
| Maestà "Nữ Vương" của Virgo Deipara "Đức Mẹ cưu mang Thiên Chúa"              | Gothic                        | Maria được mô tả trong tư thế ngồi trong uy nghi, giữ trẻ em Kitô, dựa trên hình tượng Byzantine Nikopoia; |
| Pietà "Sầu bi" của Mater Dolorosa "Đức Mẹ Sầu Bi"                             | Gothic, Phục Hưng, Baroque    | Trên tay Maria ẵm xác chết của Chúa Giêsu Kitô sau khi bị đóng đinh, hình tượng này xuất hiện đầu tiên vào thế kỷ 13 ở Đức như một biểu tượng liên quan đến đau buồn; Pietàs xuất hiện ở Ý trong thế kỷ 14 Tác phẩm của Michelangelo (1498-1499) được coi là một kiệt tác; |
| Mater Amabilis "Lòng Yêu Thương của Đức Mẹ" thông thường, "Đức Mẹ và Con Trẻ" | Phục Hưng, Baroque            | Biểu tượng về Đức Maria ở phương Tây với nhiều biến thể, có quan hệ với hình tượng Byzantine Glykophilousa ("nụ hôn ngọt ngào"), Maria được mô tả trong tư thế quay nhìn ra khỏi Hài Nhi Giêsu;                                                                            |

## Danh hiệu tín điều
Danh hiệu tín điều trong Giáo hội Công giáo:
Mẹ Thiên Chúa
Trọn đời đồng trinh
Vô Nhiễm Nguyên Tội
Hồn Xác Lên Trời

## Danh hiệu liên quan đến nơi hiện ra
| - Đức Bà Đen Częstochowa - Suối Nguồn Sự Sống - Đức Mẹ Akita (Nhật Bản) - Đức Mẹ Aparecida - Đức Mẹ Arabia - Đức Mẹ Arey-Khsath (Campuchia) - Đức Mẹ Banneux (Bỉ) - Đức Mẹ Beauraing (Bỉ) - Đức Mẹ Bethlehem - Đức Mẹ Trung Quốc - Đức Mẹ Combermere - Đức Mẹ Covadonga - Đức Mẹ Fatima (Bồ Đào Nha) - Đức Mẹ Cửa Bình Minh - Đức Mẹ Good Counsel - Đức Mẹ Guadalupe (México) - Đức Mẹ Graces | - Đức Mẹ Hằng Cứu Giúp - Đức Mẹ Good Health - Đức Mẹ Good Success - Đức Mẹ Ipswich - Đức Mẹ Kazan - Đức Mẹ Kibeho - Đức Mẹ Knock (Ireland) - Đức Mẹ La Salette (Pháp) - Đức Mẹ La Vang (Việt Nam) - Đức Mẹ Laus (Pháp) - Đức Mẹ Lebanon - Đức Mẹ Loreto - Đức Mẹ Lộ Đức (Pháp) - Đức Mẹ Manaoag - Đức Mẹ Mề Đay Huyền Nhiệm - Đức Mẹ núi Camêlô | - Đức Mẹ Nazaré - Đức Mẹ Pontmain (Pháp) - Đức Mẹ the Pillar - Đức Mẹ the Rocks - Đức Mẹ Tuyết - María de la Soledad, Our Lady of Solitude - Our Lady of Solitude of Porta Vaga - Đức Mẹ the Thirty-Three - Our Lady of Vallarpadam - Đức Mẹ Velankanni - Đức Mẹ Walsingham - Đức Mẹ of Ta' Pinu - Đức Mẹ Turumba - Đức Mẹ Sao Biển - Theotokos of Vladimir |

## Danh hiệu liên quan đến lòng sùng kính

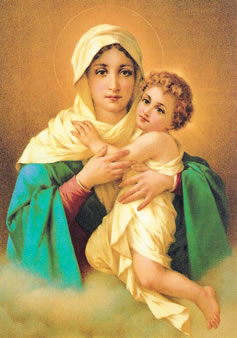
Đức Mẹ rất đáng ngưỡng mộ, bởi Luigi Crosio, 1898

Phần lớn những danh hiệu này nằm trong Kinh Cầu Đức Bà:
| - Rất Thánh Maria - Đức Mẹ Chúa Trời - Rất Thánh Nữ Đồng Trinh trên hết các kẻ đồng trinh - Đức Mẹ Chúa Kitô - Đức Mẹ thông ơn Thiên Chúa - Đức Mẹ cực thanh cực tịnh - Đức Mẹ cực tinh cực sạch - Đức Mẹ tuyền vẹn mọi đàng - Đức Mẹ chẳng vướng bợn nhơ - Đức Mẹ rất đáng yêu mến - Đức Mẹ cực mầu cực nhiệm - Đức Mẹ chỉ bảo đành lành - Đức Mẹ sinh Chúa tạo thiên lập địa - Đức Mẹ sinh Chúa Cứu Thế - Đức Nữ cực khôn cực ngoan - Đức Nữ rất đáng kính chuộng - Đức Nữ rất đáng ngợi khen - Đức Nữ có tài có phép - Đức Nữ có lòng khoan nhân - Đức Nữ trung tín thật thà - Đức Bà là gương nhân đức - Đức Bà là tòa đấng khôn ngoan - Đức Bà làm cho chúng con vui mừng - Đức Bà là Đấng trọng thiêng - Đức Bà là Đấng đáng tôn trọng - Đức Bà là Đấng sốt mến lạ lùng | - Đức Bà như hoa hường mầu nhiệm - Đức Bà như lầu đài David - Đức Bà như tháp ngà báu - Đức Bà như đền vàng - Đức Bà như hòm bia Thiên Chúa - Đức Bà là cửa Thiên Đàng - Đức Bà như sao mai sáng - Đức Bà cứu kẻ liệt kẻ khốn - Đức Bà bàu chữa kẻ có tội - Đức Bà yên ủi kẻ âu lo - Đức Bà phù hộ các giáo hữu - Nữ Vương các Thánh Thiên Thần - Nữ Vương các Thánh Tổ Tông - Nữ Vương các Thánh Tiên Tri - Nữ Vương các Thánh Tông Đồ - Nữ Vương các Thánh Tử vì Đạo - Nữ Vương các Thánh hiển tu - Nữ Vương các Thánh Đồng Trinh - Nữ Vương các Thánh Nam cùng các Thánh Nữ - Nữ Vương chẳng hề mắc tội tổ tông - Nữ Vương hồn xác lên trời - Nữ Vương truyền phép Rất Thánh Mân-Côi - Nữ Vương ban sự Bình An |